# Anapoto
Anapoto es una comuna asociada de la comuna francesa de Rimatara que está situada en la subdivisión de Islas Australes, de la colectividad de ultramar de Polinesia Francesa.

## Composición
La comuna asociada de Anapoto comprende una fracción de la isla de Rimatara.

## Demografía
| Gráfica de evolución demográfica de Anapoto entre 1977 y 2012 |
|                                                               |

Fuente: Insee